# Liste des porte-parole du gouvernement chypriote
 (février 2021).
Si vous disposez d'ouvrages ou d'articles de référence ou si vous connaissez des sites web de qualité traitant du thème abordé ici, merci de compléter l'article en donnant les références utiles à sa vérifiabilité et en les liant à la section « Notes et références ».
Cette page donne la liste des anciens et actuel porte-parole du Gouvernement chypriote.
Le titulaire actuel est Konstantínos Letympiótis.

## Liste des titulaires
| Ministre                 | Intitulé                     | Parti              | Début              | Fin                | Gouvernement       |
| Níkos Anastasiádis       | Níkos Anastasiádis           | Níkos Anastasiádis | Níkos Anastasiádis | Níkos Anastasiádis | Níkos Anastasiádis |
| ------------------------ | ---------------------------- | ------------------ | ------------------ | ------------------ | ------------------ |
| Chrístos Stylianídis     | Porte-parole du Gouvernement |                    | 1er mars 2013      | 11 avril 2014      | Anastasiádis I     |
| Níkos Khristodoulídis    | Porte-parole du Gouvernement |                    | 11 avril 2014      | 28 février 2018    | Anastasiádis I     |
| Pródomos Prodrómou       | Porte-parole du Gouvernement |                    | 1er mars 2018      | 3 décembre 2019    | Anastasiádis II    |
| Kyriákos Koúsios         | Porte-parole du Gouvernement |                    | 3 décembre 2019    | 1er juillet 2021   | Anastasiádis II    |
| Marios Pelekanos         | Porte-parole du Gouvernement |                    | 1er juillet 2021   | 28 février 2023    | Anastasiádis II    |
| Konstantínos Letympiótis | Porte-parole du Gouvernement |                    | 1er mars 2023      | En fonction        | Christodoulídis    |